# Michał Słuszkiewicz
Michał Słuszkiewicz (ur. 20 września 1848 w Sanoku, zm. 15 listopada 1936 tamże) – polski rzemieślnik, działacz społeczny, radny i burmistrz Sanoka.

## Życiorys

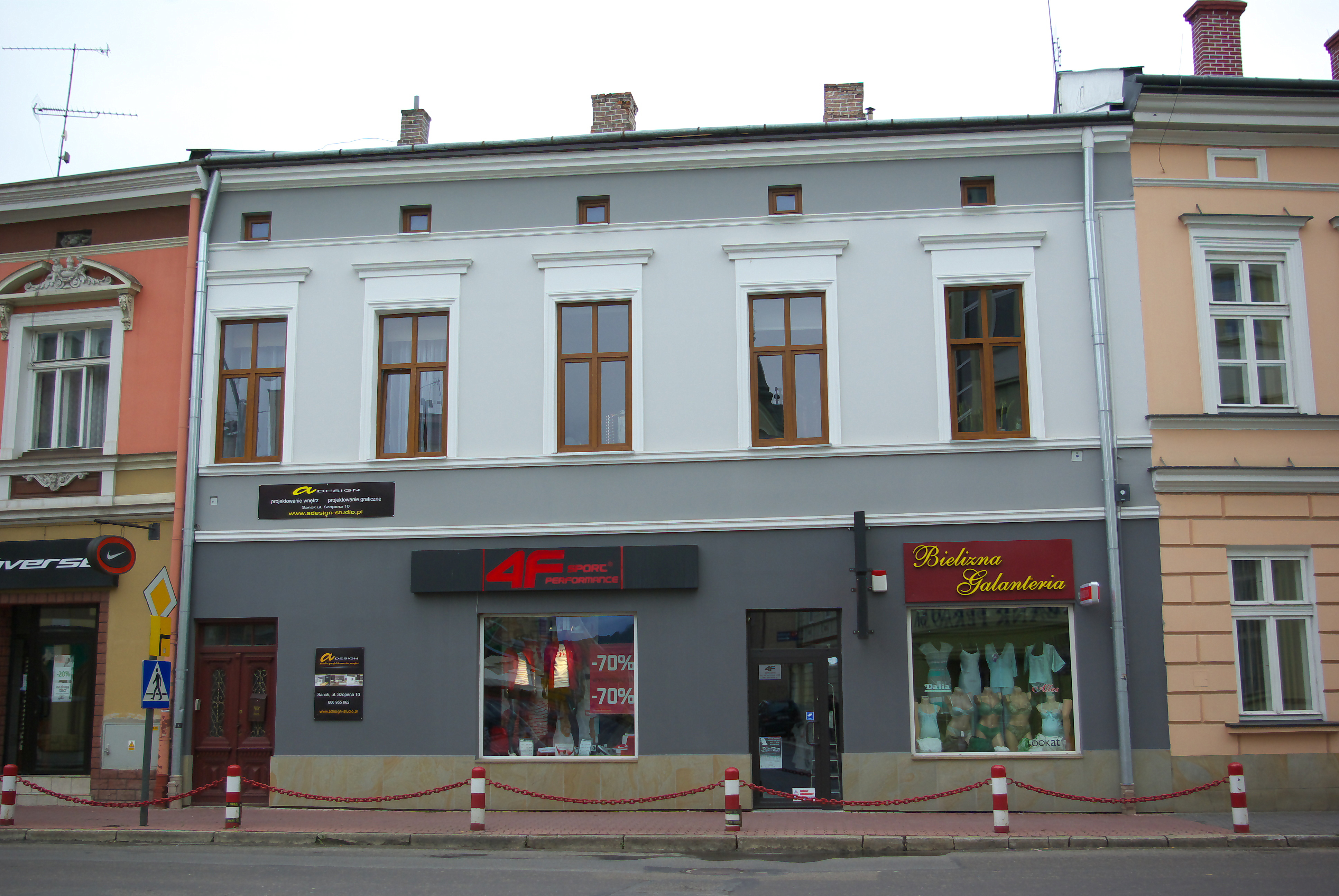
Kamienica przy ulicy Tadeusza Kościuszki 3 w Sanoku

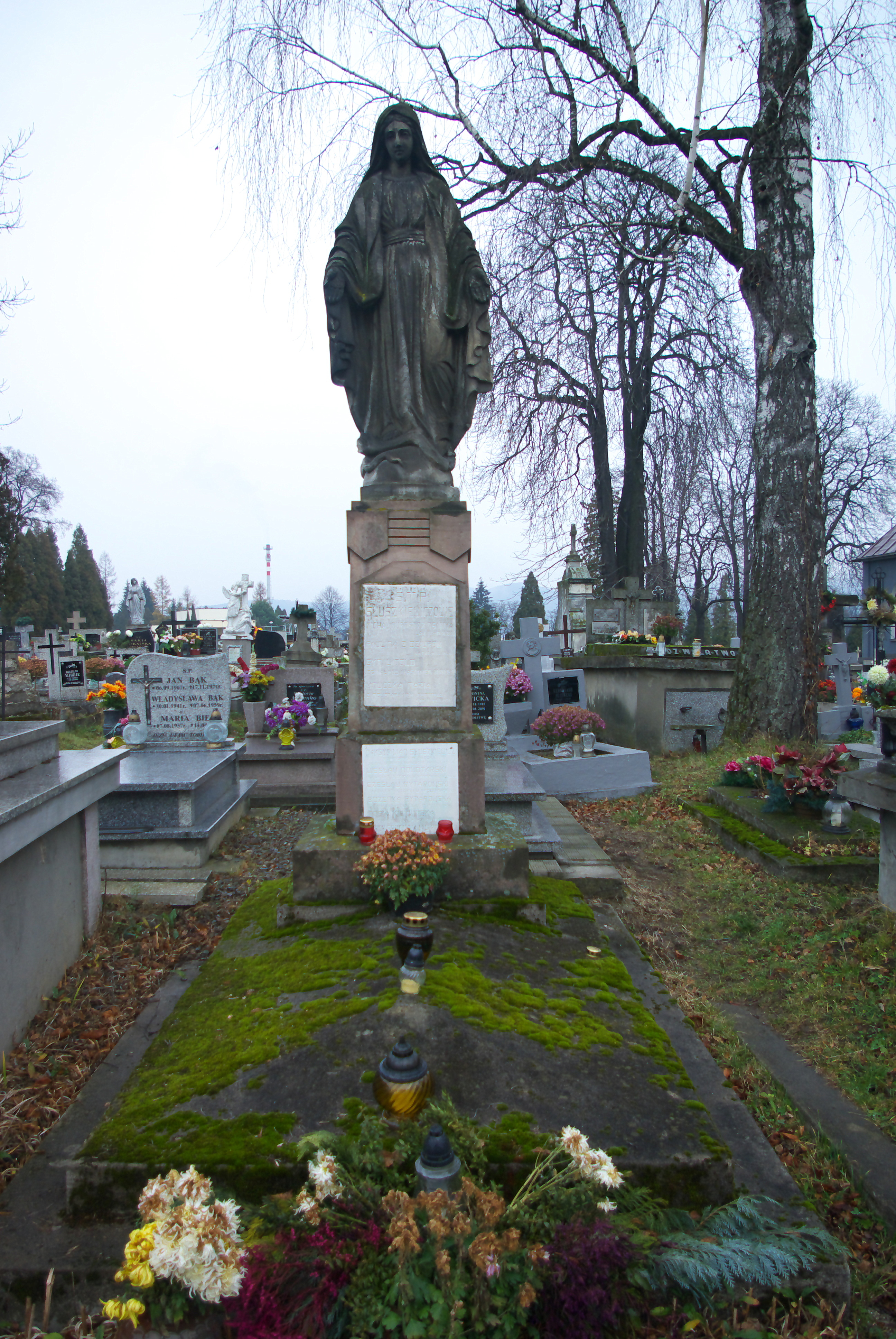
Grobowiec rodzinny Słuszkiewiczów

Urodził się 20 września 1848 w Sanoku. Pochodził z mieszczańskiej rodziny, tradycyjnie trudniącej się rzeźnictwem i masarstwem. Był synem Wojciecha (ur. 1824) i Józefy z domu Solon. Jego braćmi byli Marian (wyemigrował do Ameryki) i Jan. Jego żoną od około 1874 przez 52 lata była Paulina z domu Dziura (1858–1926). Mieli 12 dzieci, z których troje zmarło w dzieciństwie: Franciszek (1875–1944, nauczyciel matematyki i fizyki, dyrektor gimnazjum w Bochni), Henryk Józef (1877-1882), Józef (1880–1914),
Helena (1881–1882, Teofila Maria (1882–1951, od 1902 żona Franciszka Martynowskiego), Alojzy (ur., zm. 1894), Maksymilian (1884–1940, także burmistrz Sanoka), Władysława (1886–1971, od 1907 żona Józefa Nowotarskiego), Emilia (1888–1982, nauczycielka), Witold Jan (1890–1914, absolwent Akademii Handlu Zagranicznego, pisarz, kierownik kółka amatorskiego, jako ochotnik armii austriackiej walczył w bitwie pod Kraśnikiem, zmarł od ran wówczas odniesionych), Roman (1892–1975, urzędnik) i Edmund (1895–1980, literat i oficer Wojska Polskiego). Wszystkie z dziewięciorga dzieci, które dożyły dorosłości, ukończyły szkoły (w tym Gimnazjum Męskie w Sanoku), zaś czworo wyższe uczelnie. Wnukami Michała Słuszkiewicza byli: Eugeniusz Słuszkiewicz (syn Franciszka, indolog, orientalista), Wiesław Nowotarski (syn Władysławy, oficer, ofiara zbrodni katyńskiej), Maria Czerepaniak (1910-2014, córka Józefa, tancerka, działaczka sokola, żona Eugeniusza)). Rodzina Słuszkiewiczów zamieszkiwała w Sanoku przy ulicy Tadeusza Kościuszki 60.
Cechowała go wytrwałość w pracy, co przyniosło mu zdobycie mocnej pozycji społeczno-finansowej. Kontynuował rodzinne tradycje i prowadził zakład masarski, a jego działalność zdominowała tę branżę w mieście. Sklep wędliniarski Słuszkiewiczów znajdował się w kamienicy przy ulicy Tadeusza Kościuszki (obecnie numer 3, od wschodu przylega do niej kamienica przy ul. Jagiellońskiej 2, a od zachodu budynek sądu rejonowego). Pod koniec życia Michał Słuszkiewicz wynajął sklep Pawłowi Wiktorowi.
Był politykiem Polskiego Stronnictwa Demokratycznego (tzw. „galicyjscy demokraci”). W mieście członkami ugrupowania byli także Jan Zarewicz, Feliks Giela, Kazimierz Lipiński. Jako jeden z pierwszych przedsiębiorców rzemieślniczych uzyskał mandat radnego miejskiego, którym sprawował przez 38 lat (m.in. wybrany w kadencji od 1893, w 1900 – asesor, w 1910, w 1912 radny i asesor w nowej radzie po przyłączeniu do Sanoka gminy Posada Sanocka, 1914 – asesor). Przy tym nie dysponował wykształceniem jak inni radni (np. absolwenci prawa na uniwersytecie), jednak w odróżnieniu od nich doskonale znał problematykę miejską Sanoka. Jego zaletą był charakter i doświadczenie życiowe, a ponadto dokształcał się samodzielnie, prenumerował gazetę. Został zastępcą sędziego przysięgłego I kadencji przy trybunale C.K. Sądu Obwodowego w Sanoku, później wybrany w 1904. Był także asesorem i ławnikiem. W sierpniu 1900 wszedł w skład komitetu mieszczańskiego w Sanoku, zajmującego się wyborami do Sejmu Krajowego Galicji. Od około 1906 był asesorem w magistracie miasta Sanoka. W 1912 został wybrany członkiem Rady c. k. powiatu sanockiego z grupy gmin miejskich. Był wybierany wydziałowym Czytelni Mieszczańskiej w Sanoku, funkcjonującej w budynku Ramerówka, 17 stycznia 1904, 28 stycznia 1905; natomiast w niepodległej II Rzeczypospolitej na początku 1928 został wybrany przewodniczącym.
Podczas I wojny światowej ówczesny burmistrz Paweł Biedka wyjechał do Austrii, a Michał Słuszkiewicz pełnił jego obowiązki komisarycznie. Po nałożeniu na Sanok kontrybucji przez rosyjskich okupantów i niemożności spłacenia jej przez miasto, Rosjanie aresztowali kilku urzędników, w tym Michała Słuszkiewicza, którym następnie udało się uciec z uwięzienia. W 1918 wraz z innymi osobistościami miejskimi (m.in. Paweł Biedka, Feliks Giela, Wojciech Ślączka, Adam Pytel, Jan Rajchel) funkcjonował w ramach Komitetu Samoobrony Narodowej, który 31 października/1 listopada 1918 dokonał przejęcia władzy w Sanoku. U kresu I wojny światowej i po wybuchu wojny polsko-ukraińskiej w listopadzie 1918 został członkiem Komitetu Straży Obywatelskiej w Sanoku. Był radnym pierwszej powojennej kadencji od 1919.
Po ustąpieniu burmistrza Mariana Kawskiego, 11 maja 1920 Rada Miasta wybrała na to stanowisko Michała Słuszkiewicza. Był pierwszą osobą pełniącą to najwyższe stanowisko w mieście, pochodzącą z grupy rzemieślników.
W czasie pełnienia przez niego funkcji włodarza miasta nastąpiło:
- uregulowanie brzegów Sanu przy obecnej ulicy Królowej Bony, w tym zatrudnienie bezrobotnych przy tym,
- bezpieczne zarządzanie miastem podczas kryzysu w oparciu o oszczędne gospodarowanie,
- stworzenie wodociągów i kanalizacji oraz oświetlenia w mieście,
- otwarcie cegielni, betoniarni, łaźni,
- założenie Seminarium Nauczycielskiego,
- w 1923 przekazania sztandaru stacjonującemu w mieście 2 Pułkowi Strzelców Podhalańskich,
- wizyta w Sanoku premiera RP Wincentego Witosa.

31 października 1923 złożył rezygnację z funkcji burmistrza, która została przyjęta przez radę 13 grudnia, zaś nowy burmistrz został wybrany 18 września 1924 i do tego czasu Słuszkiewicz pozostawał na urzędzie. Później nadal był radnym (od 1924). Funkcjonował w szeregach Bezpartyjnego Bloku Współpracy z Rządem. W marcu 1931 wszedł w skład Tymczasowego Zarządu, powołanego w związku z połączeniem gminy Sanok i gminy Posada Olchowska.
Działał społecznie na wielu polach, w tym w ramach Towarzystwa Polskiej Ochronki Dzieci Chrześcijańskich. Był członkiem sanockiego gniazda Polskiego Towarzystwa Gimnastycznego „Sokół” oraz członkiem zwyczajnym Macierzy Szkolnej dla Księstwa Cieszyńskiego. Był członkiem wydziału Kasy Oszczędności miasta Sanoka (1927).
Zmarł 15 listopada 1936 w Sanoku. Został pochowany w grobowcu rodzinnym na cmentarzu przy ul. Rymanowskiej w Sanoku. Na tablicach nagrobnych zostali upamiętnieni synowie Witold i Maksymilian, który tak jak ojciec był burmistrzem Sanoka i podobnie jak ojciec (uwięziony przez Rosjan podczas I wojny światowej), został aresztowany przez okupanta (niemieckiego) podczas II wojny światowej, następnie przetrzymywany i wywieziony do III Rzeszy i tam w 1940 zamordowany w obozie koncentracyjnym Buchenwald, wnuczka Maria Gutt, z domu Nowotarska (1908-1939), wnuk Wiesław Nowotarski (1910-1940, ofiara zbrodni katyńskiej), Czesław Rytarowski (1903-1939), Bożena Rytarowska (zm. 1958, lat 18). Antonina Rytarowska (ur., zm. 1945). Figurę Matki Bożej na postumencie grobowca wykonał w 1927 Stanisław Piątkiewicz. Nagrobek jest uznany za obiekt zabytkowy i podlega ochronie prawnej. W alejce cmentarnej obok grobowca Michała i Pauliny Słuszkiewiczów zostali pochowani ich krewni, w tym niektóre z dzieci, oraz powinowaci.
Na wniosek Związku Obrońców Podkarpacia 12 listopada 1937 przemianowano ulicę Targową na ulicę Michała Słuszkiewicza nazwę tę nosiła do II wojny światowej (obecnie nosi nazwę Elizy Orzeszkowej). Według innych źródeł, w tym córki Emilii Słuszkiewicz,  w 1937 przemianowano ulicę Floriańską na ulicę Michała Słuszkiewicza (późniejsza ulica Ignacego Daszyńskiego).